# مورگان گرنفال
مورگان گرنفال (انگلیسی: Morgan Grenfell) شرکت خدمات مالی و بانکداری بریتانیایی است، که در سال ۱۸۳۸ تأسیس شد.